# Notaden bennettii
Espèce
Statut de conservation UICN

 LC  : Préoccupation mineure
Notaden bennettii est une espèce d'amphibiens de la famille des Limnodynastidae.

## Répartition

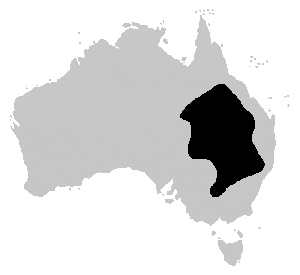
Distribution de Notaden bennettii

Cette espèce est endémique de l'Est de l'Australie. Elle se rencontre dans l'ouest de la Nouvelle-Galles du Sud et dans le sud-ouest du Queensland,.

## Description

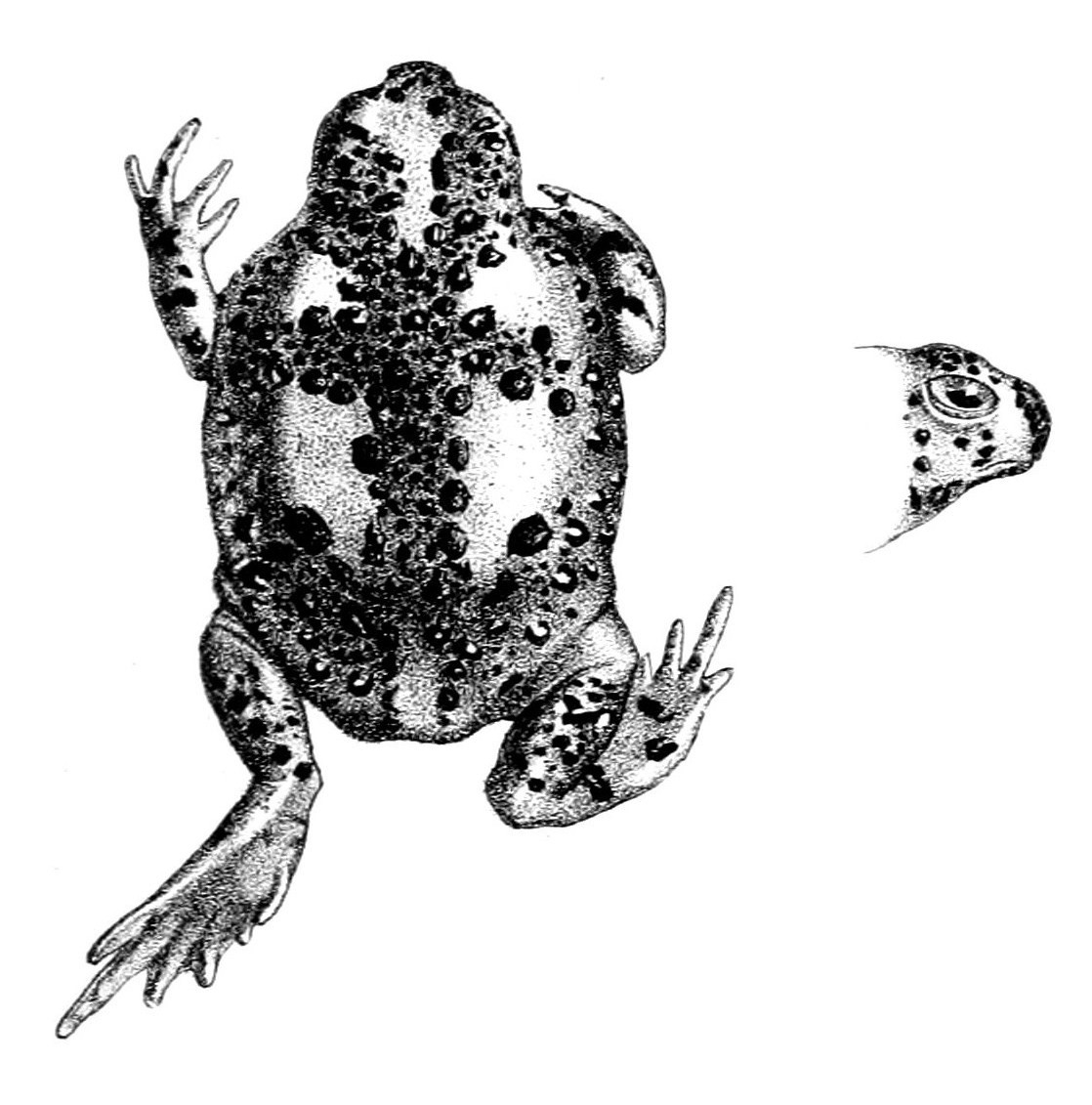
Notaden bennettii par Edwin Wilson pour le British Museum.

Notaden bennettii est la plus caractéristique des espèces de grenouilles du genre Notaden. Alors que la plupart des grenouilles Notaden sont de couleur brun foncé, elle a de nombreuses couleurs vives. Sa surface dorsale est jaune vif, avec une croix de plusieurs couleurs centrée sur le dos. La croix est entourée de grands points noirs et remplie de points blancs, noirs et rouges. La surface ventrale est blanche et les flancs sont bleus. C'est une grenouille fouisseuse qui pratique l'aposématisme.
Notaden bennettii est une petite grenouille très ronde. Son nez est émoussé et ses jambes et ses pieds sont petits. Comme cette espèce vit sous terre, les tympans sont cachés. Les mâles peuvent mesurer jusqu'à 63 mm et les femelles jusqu'à 68 mm.

## Comportement
Dès que Notaden bennettii se sent en danger elle secrète une sorte de colle qui en durcissant possède un pouvoir adhésif 5 fois plus élevé que toutes les colles existantes.

## Étymologie
Cette espèce est nommée en l'honneur de George Bennett (1804-1893), médecin et naturaliste australien d'origine britannique.

## Publication originale
- Günther, 1873 : Descriptions of two new Species of Frogs from Australia. Annals and Magazine of Natural History, sér. 4, vol. 11, p. 349–350 (texte intégral).